# ×Vuylstekeara
×Vuylstekeara — гибридный род семейства Орхидные. Межродовой гибрид созданный с участием представителей трёх родов, относящихся к подсемейству Эпидендровые: ×Vuylstekeara = Cochlioda × Miltonia × Odontoglossum.
Род популярен в любительском и промышленном цветоводстве.
Стандартное сокращение в цветоводстве для названия рода — Vuyl.
Зарегистрирован в 1911 известным бельгийским коллекционером и селекционером орхидных Charles Vuylsteke (1844—1927).
Самыми популярным грексами и клонами были:
- Vuylstekeara Cambria ‘Plush’
- Vuylstekeara Helmut Song ‘Anja’
- Vuylstekeara Edna ‘Stamperland’
- Vuylstekeara Linda Isler
- Vuylstekeara ‘Board Hill’

Первый орхидей для массового рынка был клон Vuylstekeara Cambria 'Plush'. В 1975 году его начал распространять Klass Schoone из Нидерландов. К 1985 году в год продавалось около 100000 растений.
Особенности создания популярных гибридов в начале XX века часто считались коммерческой тайной, поэтому точную генеалогию большинства растений под названием Vuylstekeara восстановить сложно.

## Морфологическое описание
Псевдобульбы 6-8 см длиной, вытянуто-яйцевидной формы, слегка уплощённые.
Листья ланцетовидные.
Цветоносы многоцветковые, прямостоячие, со временем поникающие. Цветки до 10 см в диаметре, разнообразны по форме и окраске.

## В культуре
Температурная группа — умеренная.
Посадка в корзинку для эпифитов, пластиковый или керамический горшок.
Субстрат — смесь сосновой коры средней фракции (кусочки от 0,5 до 1,0 см), перлита и торфа.
Относительная влажность воздуха 40-70 %.
Период покоя с осени по весну. После созревания новых псевдобульб растения содержат при дневных температурах 16-18 °C.
Цветение с ноября по март. После цветения, с появлением новых побегов, период покоя заканчивается.